# Laborien

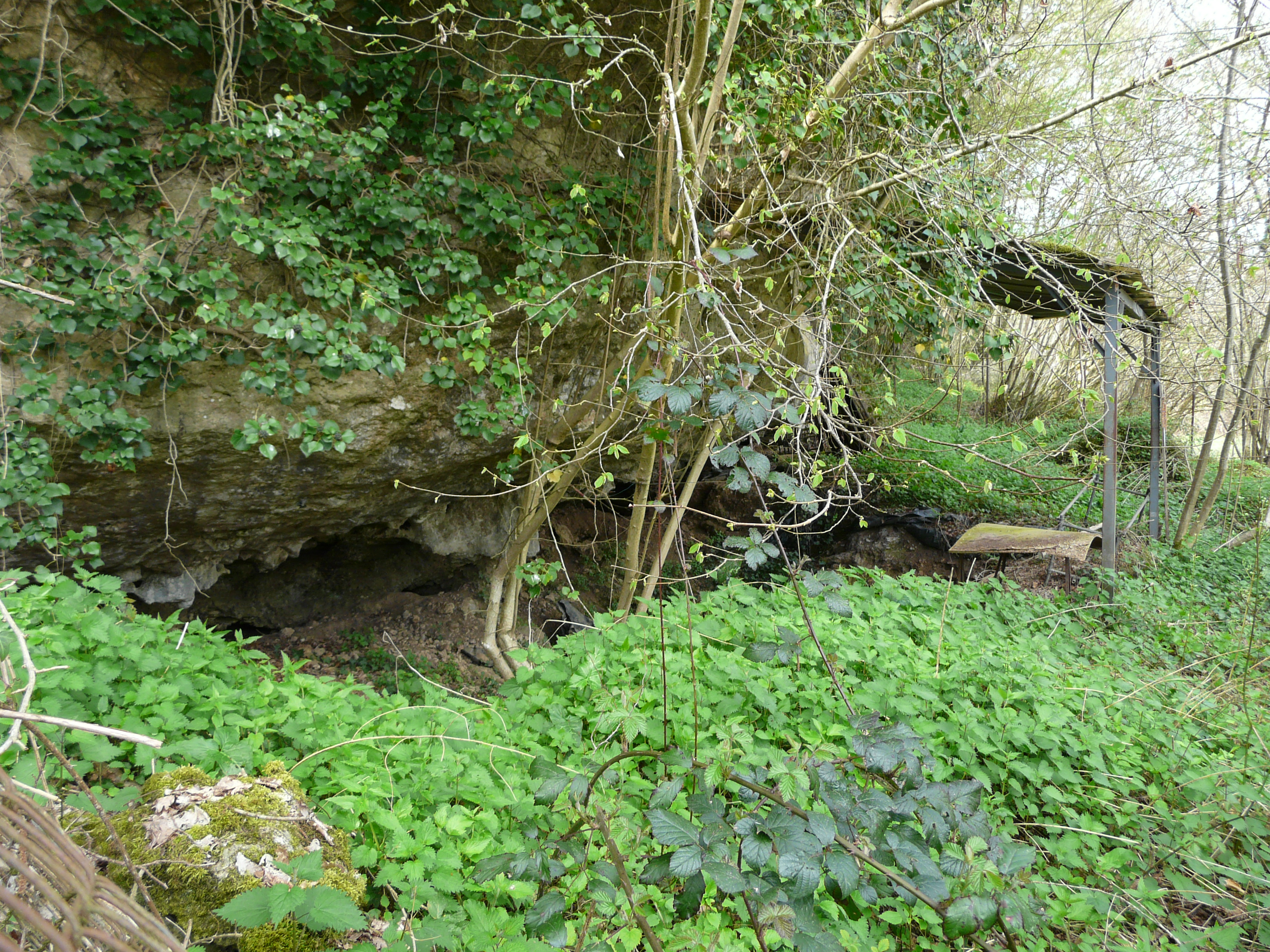
Der Abri vom Pont d’Ambon enthält in seinen obersten Lagen Laborien

Das Laborien ist eine archäologische Kulturstufe des Epipaläolithikums in Westeuropa am Übergang von der letzten Eiszeit zum Holozän. Benannt wurde das Laborien im Jahre 1963 von Laurent Coulonges nach der Höhle Grotte de la Borie del Rey im Département Lot-et-Garonne. Es umfasst den ungefähren Zeitraum von ca. 10.500 bis 8.800 v. Chr.

## Etymologie
Das Französische Laborien leitet sich von der Typlokalität ab, der Höhle Grotte de la Borie del Rey in Blanquefort-sur-Briolance im Norden des Départements Lot-et-Garonne. Der Begriff Borie bezeichnet eine Bauform aus Trockenmauerwerk. Das Altokzitanische Rey bedeutet König.

## Charakterisierende Merkmale
Das Laborien wird durch einen figurativen Kunststil geprägt, gleichzeitig werden neuartige Silexklingen hergestellt. Dennoch bleiben die Wahrzeichen des vorangehenden Aziliens – eingeritzte, mit geometrischen Mustern versehene Kiesel – weiter bestehen.
Kennzeichnend bei den Artefakten sind die Malaurie-Spitzen – basisretuschierte Rückenspitzen, deren Rücken eher gestreckt ist und deren Basis (senkrecht dazu) ebenfalls stumpfend bearbeitet wurde –, so genannte Rechtecke (Französisch rectangles), Blanchères-Spitzen und zweiendig abgestumpfte Artefakte mit trapezoidalem Querschnitt (franz. bitroncatures trapéziformes). Als Werkzeute überwiegen abgestumpfte Formen, Schaber, Stichel sowie (etwas seltener) Stücke mit zusammengedrückter Schneide. Klingen und Mikroklingen sind normalisiert angefertigt.

## Fundstätten
Neben der Typlokalität in Blanquefort-sur-Briolance sind folgende bedeutende Fundstätten des Laboriens zu nennen:
- Abri Morin in Pessac-sur-Dordogne
- Buholoup in Montberaud
- Grotte de Gouërris und Grottes de Lespugue in Lespugue
- Grotte de la Tourasse in Saint-Martory
- Grotte du Moulin in Troubat
- Manirac in Lectoure
- Pont d’Ambon bei Bourdeilles (Abri)
- Port-de-Penne in Penne-d’Agenais (Freiluftstätte)

Im Abri Morin waren die oberen Schichthorizonte ursprünglich dem ausgehenden Magdalénien zugeordnet worden, wurden aber dann als Azilien und Laborien erkannt. In der Grotte de Moulin findet sich oberhalb der Schicht 6 Laborien mit abgestumpften Rückenspitzen und Rechtecken. Die typischsten Fundplätze des Laboriens dürften laut Fat Cheung und Kollegen (2014) Manirac und die Grotte de Gouërris sein.

## Geographische Ausdehnung
Das Laborien erstreckt sich in Frankreich vom Armorikanischen Massiv bis an die Grenze Italiens.

## Geschichte
Die Grotte de la Borie del Rey wurde in den 1950er und 1960er Jahren von Laurent Coulonges archäologisch untersucht. Anhand seiner Funde führte er dann im Jahr 1963 den Begriff Laborien in die Fachliteratur ein. Weitere Bearbeitungen folgten in den 1970er und 1980er Jahren durch J. Roussot-Larroque (1977) und durch J.-M. Le Tensorer (1981) sowie vor relativ kurzer Zeit durch Mathieu Langlais und Kollegen (2014). Die Autoren um Langlais unterteilten sodann im Jahr 2019 das Laborien in zwei Stadien – ein älteres Stadium bestehend aus dem Protolaborien und dem Laborien und als rezentes Stadium das Epilaborien.
Im Jahr 1979 hatten François Bordes und Denise de Sonneville-Bordes ein kulturelles Modell vorgeschlagen, demzufolge das ausgehende Magdalénien sich zusehends mit Stilelementen des Aziliens angereichert haben soll, dem aber die Funde von Laurent Coulonges widersprechen. Laut Michel Barbaza (1997) ist das Laborien nördlich der Garonne sehr gut vertreten und setzt dort unmittelbar nach dem Magdalénien gleichzeitig mit dem Azilien des Périgords und der Pyrenäen ein. Südlich der Garonne hingegen erscheint das Laborien jedoch erst sehr spät in einem fortgeschrittenen bzw. finalen Entwicklungsstadium.

## Zeitliche Stellung

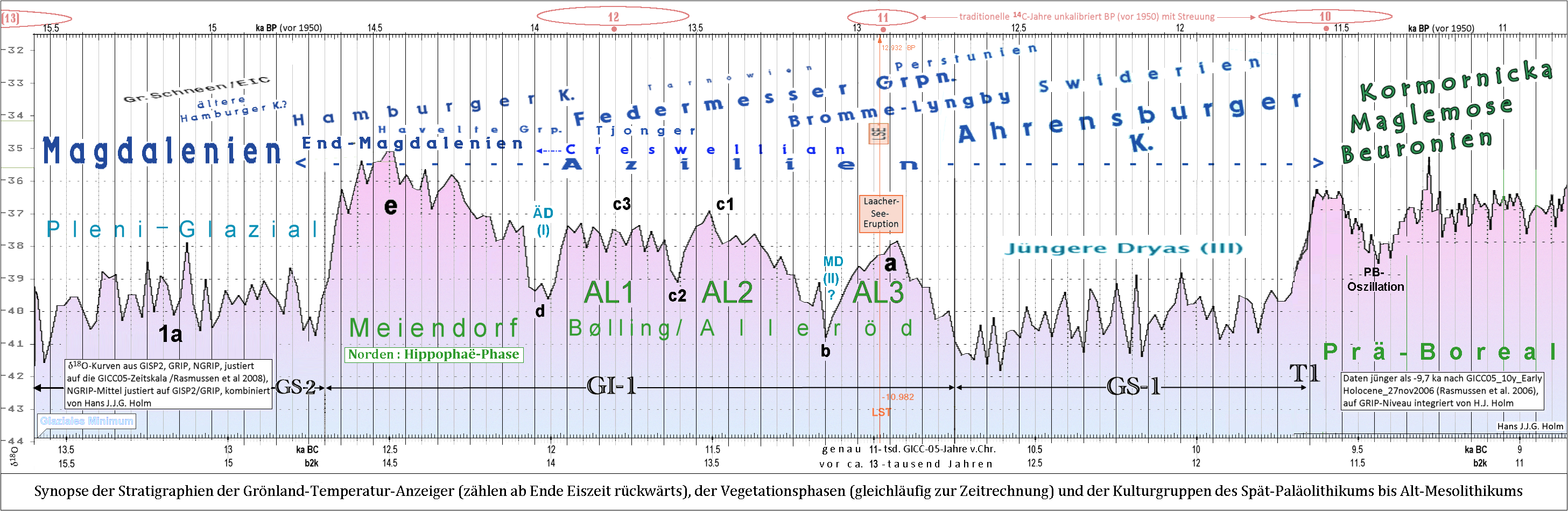
Die Grönland-Eiskerndaten im Vergleich zu den jeweils bestehenden Kulturen. Das Laborien ist hier nicht eingezeichnet, es folgt auf das Azilien.

Das Laborien folgt zeitlich auf das Azilien und geht dem Mesolithikum voraus. Es überdeckt in etwa den Zeitraum 12.500 bis 10.800 Jahre BP (10.500 bis 8.800 v. Chr.). Das Laborien umfasst somit den Übergang vom Spätglazial der Würm-Kaltzeit zum jetzigen Interglazial, dem Holozän, das vor 11.700 Jahren (9.700 v. Chr.) begann. Das Untere Laborien entspricht in etwa der zweiten Hälfte der Jüngeren Dryas (letzte Stufe des Jungpleistozäns), das Obere Laborien (Epilaborien) fällt in den Beginn des Holozäns mit dem Präboreal.